# Modjokerto (1922)
La MV Modjokerto è stata una motonave olandese appartenente alla società "NV Rotterdamsche Lloyd, Rotterdam" affondata dall'incrociatore pesante Chikuma il 1 marzo 1942, durante le fasi dell'evacuazione delle forze Alleate dalla Indie Orientali. Nel 1946 venticinque membri del suo equipaggio furono trovati in una fossa comune all'interno del campo di prigionia abbandonato di Kendari, apparentemente decapitati insieme a 5 membri dell'equipaggio del cacciatorpediniere statunitense Edsall già il 24 marzo 1942.

## Storia
La costruzione della nave mercantile Modjokerto fu ordinata dalla società NV Rotterdamsche Lloyd, Rotterdam presso il cantiere navale William Gray & Co. Ltd., Sunderland di Southwick. La nave fu impostata nel 1921 e varata il 27 febbraio 1922 come piroscafo. L'unità era equipaggiata con due macchine a vapore Central Marine Engine Works eroganti  una potenza di 3.300 bhp totali su 1 asse. Tra il 1933 e il luglio 1934 la nave fu ricostruita come motonave presso il cantiere navale Dok & Werf Maatschappij Wilton-Fijenoord di Rotterdam. Fu allungata e dotata di prua del tipo Maier, l'apparato motore fu modificato con l'installazione di due motori N.V. Wilton's Machinefabr. & Scheepswerf a 12 cilindri funzionanti a olio combustibile, eroganti ognuno 1.835 nhp.
Durante i primi due anni della seconda guerra mondiale navigò, in acque infestate dai pirati, tra Giava e New York, trasportando materie prime dalle Indie orientali olandesi agli Stati Uniti d'America nel viaggio di andata, e ogni tipo di materiale difensivo in quello di ritorno. Con l'attacco giapponese a Pearl Harbor, che segnò l'entrata in guerra dell'Impero giapponese, le Indie Orientali Olandesi entrarono nel conflitto. Nel febbraio 1942 la marina e l'esercito giapponese diedero il via alle operazioni di conquista dell'arcipelago, che sfociarono dapprima nella disfatta del Mar di Giava e poi nel seguente sbarco della 16ª Armata del generale Hitoshi Imamura. Il 4 febbraio 1942 il Modjokerto, capitano J. Verhagen, arrivò a Tjilatjap, sulla costa meridionale di Giava, una base di rifornimento di emergenza con strutture portuali limitate. Lo scarico del carico procedette lentamente, e la sera del 27 febbraio, insieme ad altre 22 navi, lasciò il porto con rotta verso una posizione di attesa a circa 400 miglia a sud di Giava.
La mattina del 1 marzo, intorno alle 10:00, il suo radiotelegrafista emise il segnale il segnale di soccorso inseguiti da un aereo, e le navi mercantili olandesi Van Spilbergen, Siantar e Tawali captarono il primo di una serie di segnali inviati dal Modjokerto. Il primo fu breve ma inquietante: la nave era inseguita da un aereo giapponese in posizione 12°.40' N- 06°40' E, a circa 330 miglia a sud-sudovest di Tjilatjap.
Più di venti minuti dopo  il secondo messaggio dal Modjokerto segnalava che era inseguita da una nave da guerra. Né  il Van Spilbergen né il Tawali captarono più alcun segnale, ma il Siantar si.  Intorno alle 10:50 il suo operatore radio registrò un segnale che includeva la parola affondamento. Fu un caso che questo segnale fosse captato, poiché inviato tramite il trasmettitore di emergenza della nave su una lunghezza d'onda abbastanza insolita. Si può concludere che a quel punto il trasmettitore principale del Modjokerto era già stato distrutto.
Il pilota del porto di Tjilatjap, il signor C.B. Droste, imbarcato come passeggero a bordo della Zaandam, giunta anch'essa in mare aperto, il 27 febbraio scrisse sul suo libro di memorie Tot Betere Dagen della perdita del Modjokerto. L'operatore radio della Zaandam lo informò dei segnali radio in arrivo e a un certo punto gli disse che il Modjokerto era stato silurato e colpito da un sommergibile, poi identificato come lo I-58.
Non si ebbero più notizie della nave e del suo equipaggio sino al 1946, quando una fossa comune fu aperta vicino a Kendari,  Celebes. Il 21 settembre 1946, un gruppo di ricerca della US War Graves Registration, con l'aiuto della gente del posto, trovò 34 uomini decapitati in due fosse comuni nel campo di prigionia deserto di Kendari. In una vi erano 5 uomini del cacciatorpediniere Edsall e 25 membri dell'equipaggio della Modjokerto. Le insegne della compagnia identificarono molti dei corpi rinvenuti come membri dell'equipaggio della Modjokerto. Venticinque uomini, compreso il comandante e la maggior parte degli ufficiali, furono tumulati ad Ancol e al cimitero di Kemang Kuning a Giava. Secondo i dati raccolti 35 membri dell'equipaggio sopravvissuti all'affondamento furono catturati, ed arrivarono il 22 marzo all'aeroporto di Kendari e il 24 marzo giustiziati mediante decapitazione dai giapponesi in un campo di prigionia (diretto da capitano Yokohama), nelle vicinanze.
Il libro di  Eric LaCroix e Linton Wells dal titolo Japanese Cruisers of World War II identifica chiaramente l'affondatore della  Modjokerto come l'incrociatore pesante giapponese Chikuma, che con il gemello Tone costituiva l'8ª Divisione operante all'epoca in quelle acque. Il resoconto di Lacroix e Wells si basa sul rapporto d'azione della 8ª Divisione incrociatori: intorno alle 11.25 del 1 marzo, CruDiv 8 avvistò una nave mercantile in posizione 12 S -106.40 E. Alle 11:43 il Chikuma aprì il fuoco con la sua batteria principale di cannoni da 203 mm e affondò la nave con un totale di 40 colpi alle 11:55. La tabella dei movimenti dei cacciatorpediniere Shiranui e Kasumi, disponibile sul sito Combinedfleet.com, menziona il loro coinvolgimento nell'affondamento ed è probabile che abbiano raccolto i superstiti. Dopo che le operazioni a sud di Giava cessarono, le navi tornarono alla loro base di nella baia di Staring. Sia Kendari che la baia di Staring si trovano sulla penisola orientale di Celebes, nelle immediate vicinanze.

### Annotazioni
1. ↑  Il numero di costruzione era il 948.
2. ↑  Quello che le autorità olandesi non sapevano era che una forte flotta giapponese, comprendente quattro navi da battaglia e quattro portaerei, li stavano aspettando. Il risultato fu una carneficina tra i mercanti in fuga e indifesi. Di queste 23 navi, solo 11 sarebbero riuscite a raggiungere un porto sicuro.
3. ↑  La Siantar era gemella della Modjokerto, costruita nello stesso cantiere navale, si differenziava per non aver ricevuto la prua di Tipo Maier.
4. ↑  Si trattava di Sidney Amory, Horace Andrus, J.R. Cameron, Larry Vandiver e Donald Watters.
5. ↑  Secondo altre fonti nelle due tombe vi erano 34 corpi decapitati, tra i quali  i resti di cinque membri dell'equipaggio dello Edsall, di quelli che si pensa fossero cinque membri dell'USAAF imbarcati sulla Langley, insieme a 24 marinai mercantili giavanesi, cinesi e olandesi della nave mercantile olandese Modjokerto.

### Fonti
1. 1 2 3 4  Sunderlandship.
2. 1 2  Shipsnostalgia.
3. 1 2 3 4 5 6 7 8 9 10 11 12 13 14 15 16 17 18  Netherlandsnavy.
4. 1 2 3 4  Wrecksite.
5. ↑  Ruffato 2012, p. 40.
6. ↑  Combined Fleet.
7. ↑  Combined Fleet.